# Martino Cellai
Martino Cellai (Firenze, ... – post 1876) è stato un militare, cartografo e ingegnere italiano.

## Biografia
Martino Cellai fu un ufficiale ingegnere dell'esercito italiano specializzato nella cartografia.
Partecipò ai moti mazziniani toscani del 1857. Studiò e analizzò per lo stato maggiore dell'esercito i principali combattimenti del Risorgimento registrati dal 1848 al 1862. Gli esiti di questi studi confluirono nella pubblicazione di un'opera in quattro volumi dedicata, appunto, ai Fasti militari dell'Indipendenza italiana. Le sue principali carte geografiche, relative fra l'altro ai piani delle battaglie della Cernaia (16 agosto 1855) e dell'assedio di Venezia (agosto 1849), vennero pubblicate come corredo alla predetta opera.
Nel 1876 Giacomo Muzzi Bey, Direttore Generale delle Poste Vicereali Egiziane, ordinò a Martino Cellai la raffigurazione di una “Carta Generale  Itineraria Postale dell'Egitto” che riportasse tutti gli uffici postali e con le iscrizioni sia in italiano che in arabo.